# Turm Kaffee
Turm Kaffee ist eine Marke der Turm Handels AG. Das Unternehmen wurde 1761 gegründet und ist die älteste Kaffeerösterei in der Schweiz.

## Geschichte

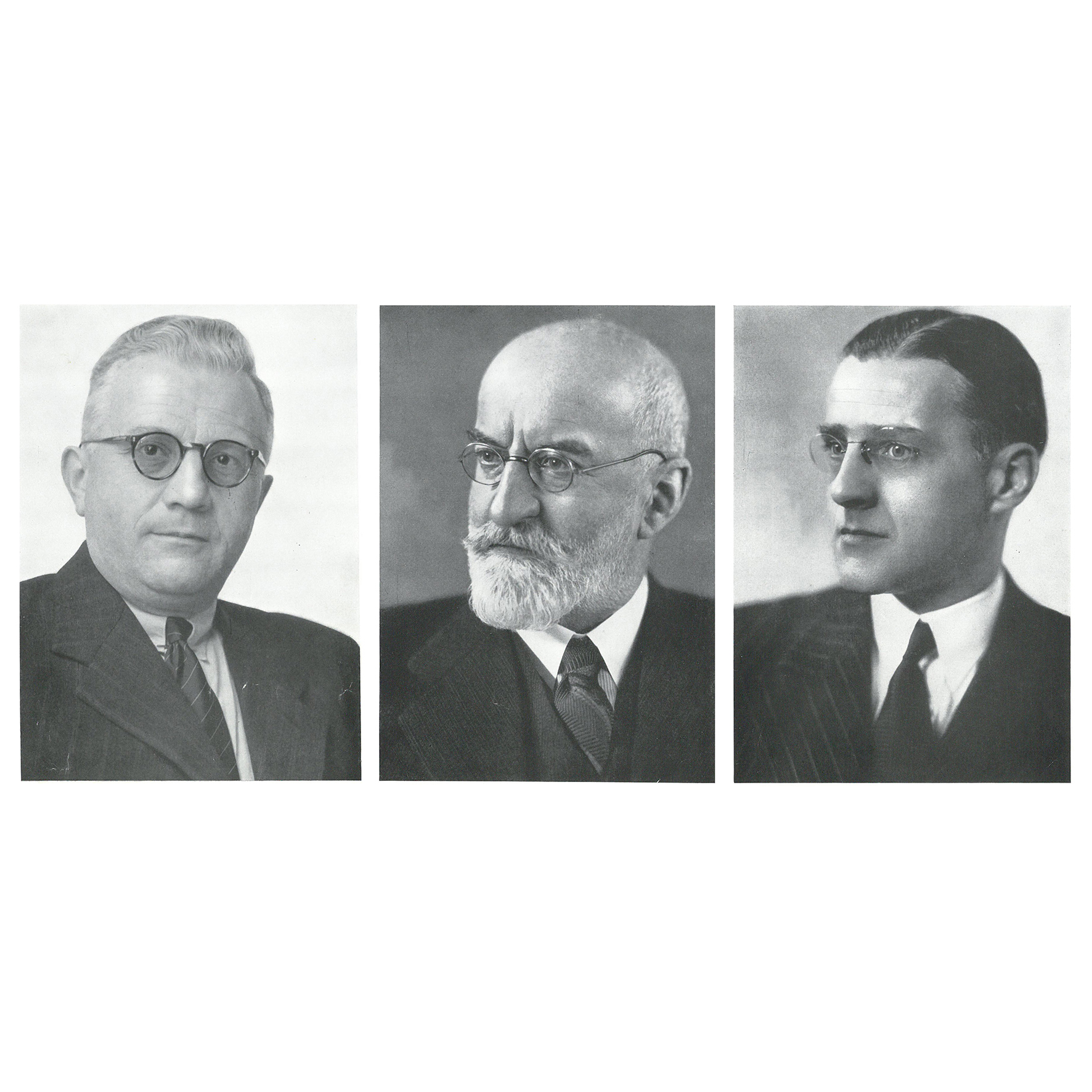
Turm-Kaffee-Persönlichkeiten; v. l. n. r. Leuthold, Rieser (senior), Rieser (junior)

1761 gründete Johannes Schlatter ein Kolonialwarengeschäft an der Turmgasse im Schatten des Turms der St. Laurenzenkirche. Aufgrund der Lage wurde es seit Beginn hinterm Turm genannt. Er verkaufte Zucker, Gewürze, Tabak, Hülsen- und Trockenfrüchte und Kaffee. Das Unternehmen blieb in der Hand der Familie Schlatter, bis Leo Reiser, ein ehemaliger Lehrling Theodor Schlatters, es 1885 übernahm. 1945 ging das Unternehmen an Willi Leuthold, den Grossvater von Stefan Leuthold, welcher später Hauptaktionär wurde. Unter Willi Leuthold zog das wachsende Geschäft 1977 an die Helvetiastrasse in St. Fiden um, bevor es unter seinem Sohn Juan Leuthold im Osten St. Gallens den Standort an der Martinsbruggerstrasse 90 bezog.
Ebenfalls 1977 wurde die Kaffeerösterei von Albrecht Pletscher mit der seit 1849 existierenden Marke Bogen Kaffee übernommen. Am Gründungsort des Unternehmens, in der Vorstadt 10 in Schaffhausen, führt Turm Kaffee seitdem ein Kaffee- und Teespezialitätengeschäft.
2018 wurde E-Commerce als B2C-Vertriebsschiene hinzugefügt. 2019 wurde die Barista Academy in St. Gallen eröffnet, mit Kursen rund um Kaffee.
Für die Qualität des Kaffees sowie die Qualität in den Bereichen Lieferung, Service, Verpackung und Nachhaltigkeit wurde Turm Kaffee 2020 vom Crema Magazin als Röster des Jahres (Schweiz) ausgezeichnet.

## Vertrieb und Produkte
Zu den Geschäftskunden zählen vornehmlich Unternehmen aus der Gastronomie und dem Hotelbereich sowie mehrere Gesundheitsbetriebe der Stadt Zürich. Seit 1998 wird der Kaffee auch nach Deutschland verkauft. 2018 führte Turm Kaffee ein Sortiment für Privatkunden ein, das online erworben werden kann. Mittlerweile wird Turm Kaffee in allen drei D-A-CH Staaten verkauft.
Turm Kaffee bezieht seine verschiedenen Kaffeesorten wie Arabica oder Robusta aus mehreren Anbauländern, darunter Äthiopien, Kolumbien, Indien, Brasilien, Honduras, Kenia und Indonesien. Zudem werden unter der Marke Turm Premium Bio Tee verschiedene Teesorten vertrieben.
Ab 2018 baute Turm Kaffee den Anteil an nachhaltigem Kaffee im Sortiment weiter aus und kündigte an, den Anteil nachhaltiger Kaffees im Sortiment in den folgenden fünf Jahren ausweiten zu wollen. Zu den vertriebenen Bohnen gehört unter anderem der Turm Kaffee Bio und Fairtrade Espresso.

## Barista Academy
Die erste Barista Academy eröffnete am Standort in St. Gallen, 2019 folgte eine weitere Niederlassung in der ehemaligen Druckerei der Neuen Zürcher Zeitung in Schlieren. Eine dritte Barista Academy wurde 2023 in München eröffnet. In der Barista Academy werden Kurse und Ausbildungen rund um Kaffee angeboten. Neben Anfängerkursen für Privatpersonen werden auch Schulungen, Ausbildungen und Fortbildungen durchgeführt. Weiterhin können dort Abschlüsse erworben werden, wie der international anerkannte SCA Barista Intermediate. In Zusammenarbeit mit den Verbänden der Cafetier Suisse und der Schweizer Röstergilde kann zudem eine Ausbildung zum Schweizer Kaffee-Sommelier durchgeführt werden. Jährlich nehmen rund 2000 Personen an den Schulungen und Kursen teil.